# George Grosz
George Grosz, nome d'arte di Georg Ehrenfried Groß (Berlino, 26 luglio 1893 – Berlino, 6 luglio 1959), è stato un pittore, disegnatore e caricaturista tedesco.

## Dai maestri del passato alle avanguardie
Tra il 1909 e il 1911 studiò all'Accademia di Dresda, con l'intenzione di comprendere a fondo le tecniche rappresentative degli autori classici. Eseguì quindi copie di opere dei maestri antichi, in particolare di Rubens, esposti nella pinacoteca di Dresda; in questo periodo eseguì anche disegni per giornali e riviste satiriche, utilizzando lo strumento della caricatura.
In effetti è stato scritto che un'influenza fondamentale per il giovane Grosz la esercitarono «gli autori del gruppo di Simplicissimus, in particolare coloro che utilizzavano le loro figurazioni secondo i modi del Linienstil. In questo stile-linea Grosz cominciò, a sedici anni, a fare disegni per i giornali e contemporaneamente si accese per le idee socialiste».
Nel 1913 soggiornò per qualche mese a Parigi, dove, pur non risultando alla fine un'esperienza particolarmente significativa, entrò in contatto con le avanguardie del cubismo e del futurismo e dove poté ammirare da vicino le opere di Francisco Goya, di Honoré Daumier e di Henri de Toulouse-Lautrec.
Fu in questi anni che il suo stile subì un processo di progressiva semplificazione delle forme, sotto l'influenza dell'espressionismo, del cubismo e del futurismo, diffusi tra i giovani artisti del tempo.
Nel 1914 Grosz si arruolò nell'esercito tedesco, ma venne presto congedato per motivi di salute; sembra però che il vero motivo del congedo fosse uno shock psicologico per il quale fu ricoverato in un ospedale militare.
Tornato alla pittura, tra il 1915 e il 1917 la riduzione grafica del segno si radicalizzò per esprimere il franamento morale seguito alla disfatta prussiana: su tale stile Grosz basò la produzione degli anni seguenti, caratterizzati dall'adesione al movimento dada berlinese e da posizioni politiche rivoluzionarie.
Agli eventi che si situano fra il 1917 e il 1918 fa riferimento "Il funerale. Dedicato ad Oskar Panizza", un quadro emblematico in cui l'autore rappresenta l'allegoria dell'umanità impazzita preda della corruzione e del male. Si tratta di una visione grottesca, dissacrante e dai toni macabri dove gli stessi edifici che compaiono sulla scena sembrano sul punto di crollare e travolgere la folla. Di particolare effetto è la bara posta al centro della composizione dove è seduto uno scheletro bianco. Un'altra figura che spicca è il prete che, con le braccia sollevate, tiene nella mano destra un crocifisso bianco che ha la funzione di placare i tre esseri mostruosi e deformi che si parano davanti a lui e che rappresentano l'alcolismo, la sifilide e la peste. Il dipinto è dedicato ad Oskar Panizza il quale, al termine degli studi di medicina e dopo aver pubblicato poesie irriverenti verso il regime, è stato processato ed imprigionato per poi venire internato in alcuni ospedali psichiatrici e spegnersi definitivamente nel 1921. L'opera, pervasa da una vena altamente ironica e pessimistica da parte dell'autore, costituisce un attacco alla società borghese incapace, secondo Grosz, di impedire la tragedia della prima guerra mondiale.
Nel 1919 fu arrestato per aver partecipato alla rivolta spartachista; nello stesso anno si unì al Partito Comunista di Germania. A partire dal 1920 fu più volte denunciato e processato per incitamento all'odio di classe, oltraggio al pudore, vilipendio alla religione e ingiurie contro le forze armate.

## Un mix di stili
La produzione artistica di quegli anni si basava su un linguaggio di matrice cubista e futurista che partiva da fonti artistiche auliche del passato per approdare a modelli iconografici popolari. Passò così da disegni caricaturali ad apocalittiche e violente vedute urbane ad una grafica programmaticamente politica, per approdare infine al movimento della Nuova oggettività, alla cui mostra di Mannheim del 1925 Grosz partecipò. Nei dipinti, ma soprattutto nei disegni e nelle litografie di questo periodo, si riflette l'immensa tragedia del dopoguerra tedesco. Strade, tuguri, salotti, caserme, sono come vivisezionati dalla matita corrosiva di Grosz, che senza ironia ne svela impietosamente l'ipocrisia e la violenza.
Il suo stile duro e spigoloso, talvolta infantile e violentemente esplicito, è ideale per illustrare persone misere, prostitute, ubriachi, assassini, soldati feriti, con una violenta componente di critica sociale nei confronti della spietata avidità dei ceti dirigenti e di volgari uomini d'affari, nascosta sotto la maschera della rispettabilità.
È attraverso il proprio stile di disegno che Grosz non ha nessuna indulgenza per le debolezze e le bassezze dei propri simili, tanto da portarlo a staccarsi via via dagli ambienti rivoluzionari con i quali si era collegato finita la prima guerra mondiale. Si è scritto che non poteva più credere in uno scenario rappresentato come manicheista, che fortunatamente aveva un temperamento più politico che moralista e che, dal punto di vista della libertà conquistata dall'arte moderna, sarebbe stato impossibile per un artista un qualsiasi legame non soltanto con Hitler ma anche con Stalin, entrambi annientatori di qualsiasi autentica espressione artistica. Per disegno infantile si può intendere, in parte, quello dell'arte moderna e contemporanea, la ricerca di artisti quali Pablo Picasso o Joan Miró.
Le deformazioni dell'espressionismo e le semplificazioni del disegno infantile e dell'immaginazione popolare conferiscono una cruda incisività al segno, mentre i piani multipli e gli effetti simultanei del cubismo e del futurismo danno analisi e precisione nei particolari, in una struttura di insieme esaltata e visionaria.
I suoi disegni, molti dei quali a inchiostro e acquerello, hanno contribuito notevolmente all'immagine che molti hanno della Germania degli anni venti.

## Il periodo americano

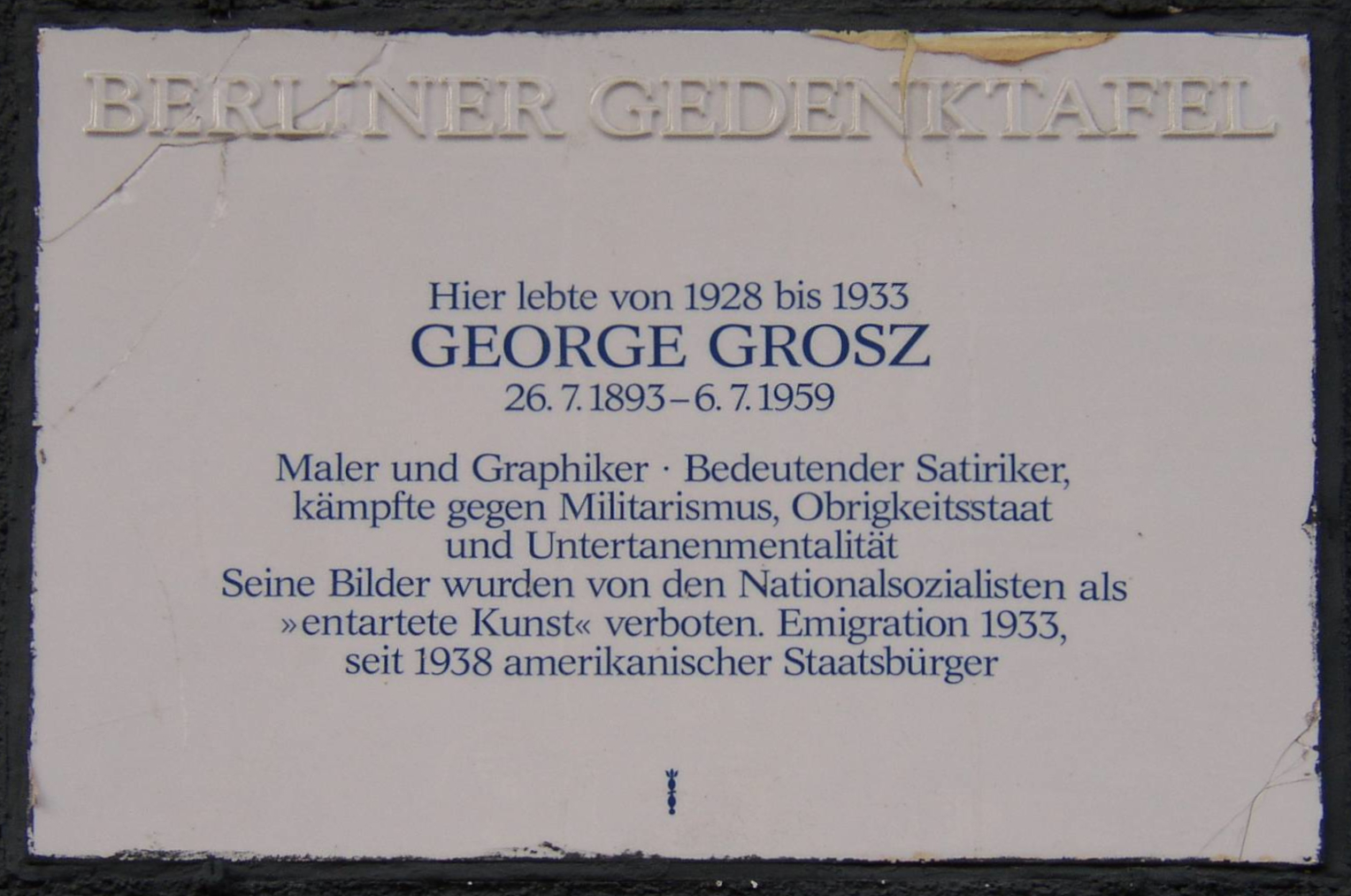
Lapide commemorativa a Berlino Wilmersdorf

Nel 1933, con l'avvento del nazismo, George Grosz fu considerato un artista degenerato e per questo motivo lasciò la Germania per insegnare a New York; nel 1938 ottenne la cittadinanza degli Stati Uniti.
La produzione del periodo americano è però meno incisiva, nonostante i ritorni, in chiave surrealista, alla grafia violenta e spietata di un tempo.
Nel 1958 tornò a vivere in Germania.
George Grosz morì a Berlino il 6 luglio 1959 a 65 anni. La causa del suo decesso è decisamente singolare: giunto a notte fonda davanti alla sua casa, molto ubriaco, aprì la porta della cantina anziché quella di ingresso. Il risultato fu una rovinosa caduta che gli costò la vita.
Inventò, insieme a John Heartfield, la tecnica del fotomontaggio. La collaborazione con quest'ultimo risale agli inizi della prima guerra mondiale. L'incontro tra George Gross e i fratelli Herzfeld, Helmut e Wieland, avvenne sulla base della loro refrattarietà alla guerra, assoluta al punto da portare a un triplo cambiamento di nome. Grosz, che fino ad allora aveva vissuto con il nome di Georg Gross, diventa George Grosz, un nome, è stato scritto,  dalla sonorità leggermente anglo-americana, Wieland aggiunge una e al nome di famiglia Herzfeld, quanto a Helmut, in pieno disaccordo con l'odio verso gli inglesi e a testimonianza della solidarietà col nemico, del quale tutto o quasi ignora, sceglie il nome John Heartfield. Grosz nel 1920 omaggia l'amico in modo satirico nell'opera The Convict depositato al MoMA

## Grosz e la caricatura
È stato scritto che nel «Settecento la caricatura uscì dalla clandestinità. (...) Nacque col gusto del riso, della satira, dello scherzo, della beffa». Grosz, continua ancora Enrico Gianeri, inserendosi nella storia dell'arte, ne fa emergere una «spietata carica satirica» in un sodalizio ideale con disegnatori quali Rowlandson, Jean Veber, Albert Dubout.

## Opere (elenco parziale)
- Suicidio (1916, Tate Gallery, Londra)
- Metropolis (1916-1917, Museo Thyssen-Bornemisza)
- Dangerous Street (Gefährliche Straße, 1918, collezione privata)
- Bellezza, canterò le tue lodi (1919, Galerie Nierendorf, Berlino)
- Automi repubblicani (1920, Metropolitan Museum of Art, New York)
- Giorno grigio (1921, Staatliche Museen, Berlino)
- I pilastri della società (1926, Nationalsgalerie, Berlino)
- Eclissi di Sole (1926, Heckscher Museum of Art, Huntington, New York)

## Pubblicazioni
- Un piccolo sì e un grande no con cinquantacinque illustrazioni dell'autore Introduzione di Antonello Negri, Longanesi, Milano 1975
- Il volto della classe dirigente Introduzione di Giorgio Bocca, Longanesi, Biblioteca Universale Rizzoli, I grandi libri illustrati, Milano 1974
- Il nuovo volto della classe dirigente, con Introduzione dell'autore, Invece di una biografia, Biblioteca Universale Rizzoli, I grandi libri illustrati, Milano 1975